# Lincolnshire League
Balcan Lighting Supplies Lincolnshire Football League, là một giải đấu bóng đá Anh gồm 1 hạng đấu có 13 câu lạc bộ. Kể từ mùa giải 2007–08 Sills & Betteridge Solicitors tài trợ cho giải đấu; kể từ mùa giải 2015-16, được tài trợ bởi Balcan Lighting Supplies.
Hiện tại giải đấu có một đội Đại diện tham dự FA Inter League Cup. Năm đầu tiên bước vào giải, họ vào được tứ kết nhưng thất bại trước Cheshire League. Mùa giải 2012-13, họ cũng thất bại ở tứ kết trước Humber Premier League.
Giải đấu không chính thức thuộc Hệ thống các giải bóng đá ở Anh, nhưng những năm gần đây, các đội bóng đã lên thi đấu ở Northern Counties East Football League, Central Midlands League và United Counties League.

## Các Câu lạc bộ mùa giải 2015-16
- Brigg Town Dự bị
- CGB Humbertherm
- Cleethorpes Town AKP
- Horncastle Town
- Hykeham Town
- Lincoln Railway A.F.C
- Louth Town
- Market Rasen Town
- Ruston Sports
- Skegness Town
- Skegness United
- Sleaford Town Dự bị
- Wyberton

## Các nhà vô địch gần đây
| Mùa giải | Đội vô địch          |
| -------- | -------------------- |
| 1991–92  | Bottesford Town      |
| 1992–93  | Humberside United    |
| 1993–94  | Appleby Frodingham   |
| 1994–95  | Wyberton             |
| 1995–96  | Lincoln United Colts |
| 1996–97  | Barton Town Old Boys |
| 1997–98  | Lincoln United Dự bị |
| 1998–99  | Limestone Rangers    |
| 1999–00  | Boston United Dự bị  |
| 2000–01  | Grantham Town Dự bị  |
| 2001–02  | Lincoln United Dự bị |
| 2002–03  | Grimsby Amateurs     |
| 2003–04  | Sleaford Town        |
| 2004–05  | Wyberton             |
| 2005–06  | Hykeham Town         |
| 2006–07  | Skegness Town        |
| 2007–08  | Skegness Town        |
| 2008–09  | CGB Humbertherm      |
| 2009–10  | Harvest              |
| 2010–11  | Boston United Dự bị  |
| 2011–12  | Cleethorpes Town     |
| 2012–13  | Skegness United      |
| 2013–14  | Skegness Town        |
| 2014-15  | Hykeham Town         |